# Санта Паолина
Санта Паолѝна (на италиански: Santa Paolina) е село и община в Южна Италия, провинция Авелино, регион Кампания. Разположено е на 550 m надморска височина. Населението на общината е 1430 души (към 2010 г.).